# ورزشگاه لین رود
ورزشگاه لین رود (انگلیسی: Lynn Road) یک ورزشگاه فوتبال در ایلفورد، لندن بود.
این ورزشگاه که در سال ۱۹۰۴ تأسیس و در سال ۱۹۷۷ بسته شده‌است یکی از ورزشگاه‌های میزبان مسابقات فوتبال بازی‌های المپیک تابستانی ۱۹۴۸ بوده‌است.

## مسابقات المپیک
| تاریخ         | ساعت  | تیم #1   | نتیجه | تیم #2 | مرحله     | تماشاگر |
| ------------- | ----- | -------- | ----- | ------ | --------- | ------- |
| ۳۱ ژوئیه ۱۹۴۸ | ۱۸:۳۰ | فرانسه   | ۲–۱   | هند    | مرحله اول | ۱۷٬۰۰۰  |
| ۵ اوت ۱۹۴۸    | ۱۸:۳۰ | یوگسلاوی | ۳–۱   | ترکیه  | مرحله دوم | ۸٬۰۰۰   |